# Badola
La badola o agrella de fulla rodona (Rumex scutatus) és una planta amb flor de la família Polygonaceae.

## Descripció
Té un rizoma principal a molta profunditat i poden créixer tiges periòdicament. L'espècie creix aproximadament de 10 a 40 centímetres d'alçada. Les fulles són arrodonides i dures.
L'època de floració és de maig a agost.

## Hàbitat
La badola és una planta ruderal, típica dels camins amb deixalles.
Creix en llocs abruptes i rocosos, preferiblement als vessants assolellats. Aquesta planta és amant de les zones altes fins al nivell subalpí.